# Barrington, Tasmanien
Barrington är en ort i Australien. Den ligger i kommunen Kentish och delstaten Tasmanien, i den sydöstra delen av landet, omkring 190 kilometer nordväst om delstatshuvudstaden Hobart.
Närmaste större samhälle är Devonport, omkring 20 kilometer norr om Barrington. 
I omgivningarna runt Barrington växer i huvudsak städsegrön lövskog. Runt Barrington är det mycket glesbefolkat, med 4 invånare per kvadratkilometer. Genomsnittlig årsnederbörd är 1 607 millimeter. Den regnigaste månaden är augusti, med i genomsnitt 221 mm nederbörd, och den torraste är januari, med 57 mm nederbörd.